# Осиновка (Бірський район)
Оси́новка (рос. Осиновка, башк. Осиновка) — село у складі Бірського району Башкортостану, Росія. Адміністративний центр Осиновської сільської ради.
Населення — 980 осіб (2010; 1055 у 2002).
Національний склад:
- росіяни — 82 %